# Peter Schlütter
Peter Schlütter (* 25. November 1893 in Kopenhagen; † 6. April 1959 ebenda) war ein dänischer Segler.

Segelriss einer 6mR-Yacht nach der Second Rule von 1919

## Erfolge
Peter Schlütter, der für den Kongelig Dansk Yachtklub segelte, nahm in der 6-Meter-Klasse an den Olympischen Spielen 1928 in Amsterdam teil. Als Crewmitglied der Hi-Hi belegte er den zweiten Platz hinter der Norna aus Norwegen von Johan Anker und vor der Tutti V aus Estland von Nikolai Vekšin und erhielt somit neben Aage Høy-Petersen, Sven Linck und Niels Møller sowie Skipper Vilhelm Vett die Silbermedaille.